# DVNR
DVNRは、スウェーデンのストックホルムに本社を置く、Digital Vision社の画像処理機器。

## 概要
Digital Visionは1988年にスウェーデンのストックホルムにて設立。ビデオノイズやテレシネ時におけるフィルムグレインの低減装置としてDVNRを開発。
独自の「適応型ノイズ低減システム」(motion-adaptive noise reducer) を搭載している。創業者らはスウェーデンテレコムのR＆Dラボの元スタッフ。
DVNRは

1992年に、エミー賞

1996年に放送メーカー（IABM）の国際交流協会のピーターウェイン賞

を受賞しており。一定の評価を受けている。
DVNRは国内のテレシネ工程においても定番の機器の1つである。
ビデオ信号をリアルタイムで処理する機器ため、テレシネ機、カラーコレクタであるda vinci（ダビンチ）,VTRを組み合わせて使用するのが一般的。各機能は「拡張オプション」を自由に組み合わせ、購入する。

## 拡張オプション一覧
- 「ASC3 ME」映像のゴミ、シミ消し機能
- 「AGR4 ME」フィルムグレイン除去、ビデオノイズ除去機能
- 「ACP」カラーコレクション機能
- 「ZOM」縦横比変更、サイズ変更機能
- 「PP」エンコード事前処理機能
- 「IE」画像鮮鋭化機能
- 「BWF」周波数成分調整機能
- 「ALS」アンチエイリアス機能

## 基本機能
- YUV4:2:2及びYUV/RGB4:4:4入出力対応
- SD/HDTVリアルタイムプロセス
- HSDL経由で2Kオペレーション@15fps
- 2048x1080 DCIフォーマットリアルタイム処理
- 2-Dアパーチャ補正
- シーンチェンジ検出
- 3：2プルダウン検出
- ブランキング調整機能

## 対応入出力フォーマット

### ビデオフォーマット
- 1080i / 50, 59.94, 60 Hz
- 1080PsF / 23.976, 24, 25, 29.97, 30 Hz
- 1080P / 23.976, 24, 25, 29.97, 30 Hz
- 576i / 50 Hz
- 480i / 59.94 Hz

### データフォーマット(HSDL)
- 2k (2048x1080PsF) / 23.976, 24, 25 Hz
- 2k (2048x1080P) / 23.976, 24, 25 Hz
- 2k (2048x1556) / 14.99, 15 Hz